# (12759) Joule
(12759) Joule  es un asteroide perteneciente al cinturón de asteroides, descubierto el 9 de octubre de 1993 por Eric Walter Elst desde el Observatorio Europeo Austral, en Chile.

## Designación y nombre
Joule se designó inicialmente como 1993 TL18.
Más adelante fue nombrado en honor al destacado físico británico  James Prescott Joule (1818-1889).

## Características orbitales
Joule orbita a una distancia media del Sol de 3,2214 ua, pudiendo acercarse hasta 2,9924 ua y alejarse hasta 3,4503 ua. Tiene una excentricidad de 0,0710 y una inclinación orbital de 4,8202° grados. Emplea en completar una órbita alrededor del Sol 2111 días.

## Características físicas
Su magnitud absoluta es 13,0. Tiene 12,882 km de diámetro. Su albedo se estima en 0,081.